# Mount Munson
Mount Munson är ett berg i Antarktis. Det ligger i Västantarktis. Nya Zeeland gör anspråk på området. Toppen på Mount Munson är 2 900 meter över havet, eller 793 meter över den omgivande terrängen. Bredden vid basen är 3,5 km.
Terrängen runt Mount Munson är kuperad åt nordväst, men åt sydost är den bergig. Trakten är obefolkad. Det finns inga samhällen i närheten.